# موريس كوينتين
موريس كوينتين (بالفرنسية: Maurice Quentin)‏ ولد بتاريخ 2 يونيو 1920 في فرنسا، وتوفي في 19 أبريل 2013، كان دراج فرنسي في صنف سباق الدراجات على الطريق.

## سجل النتائج

### سباقات أو مراحل فاز بها
- طواف فرنسا

## وصلات خارجية
- الموقع الرسمي

## روابط خارجية
- موريس كوينتين على موقع أرشيف الدراجات (الإنجليزية)
- موريس كوينتين على موقع إحصائيات الدراجات الإحترافية (الإنجليزية)